# Dominique de La Rochefoucauld-Montbel
Dominique de La Rochefoucauld-Montbel (Neuilly-sur-Seine, 06 de julho de 1950) é um nobre e gestor de empresas francês e desde 31 de maio de 2014, Grão-Hospitalário da Ordem Soberana e Militar de Malta. 

## Biografia
Nascido em 6 de Julho de 1950, Vem da família La Rochefoucauld, uma das famílias nobres francesas mais antigas. Seus pais eram Charles Emmanuel Principe de La Rochefoucauld-Montbel e Joana Forbes.  Ele tem três irmãos. Desde 2000 chefia a casa nobre de La Rochefoucauld-Montbel com o título de príncipe.

## Honrarias

### Honrarias de Malta
Bailio Grã-Cruz de Honra e Devoção em Obediência à Soberana Ordem Militar de Malta

### Honrarias Francesas
Oficial da Ordem da Legião de Honra 

### Honrarias Estrangeiras
Comandante da Ordem de São Gregório Magno

Grande Cruz da Ordem de Mérito da República Italiana

Grã-Cruz da Ordem de Isabel a Católica  
Bailio Grande Cruz de Justiça da Sagrada Ordem Militar Constantina de São Jorge